# Diecezja Jaca
Diecezja Jaca (łac. Dioecesis Iacensis) – diecezja Kościoła rzymskokatolickiego w Hiszpanii. Diecezja znajduje się w unii in persona episcopi z diecezją Huesca.